# Минифи, Колби
Колби Минифи (англ. Colby Minifie; род. 18 сентября 1992, Нью-Йорк, Нью-Йорк) — американская актриса.

## Ранняя жизнь
Минифи родилась 31 января 1992 года в Нью-Йорке, Нью-Йорк, США. Мать актрисы Кемп Минифи, отец Уильям Минифи. У актрисы имеется старшая сестра Хейден. была степендиантом компании YoungArts, а также Минифи посещала колледж Маколей Хонорс и Хантерский колледж который окончила в 2014 году.

## Карьера
Дебют Минифи состоялся в 2005 году, когда она выступала в бродвейском театре в пьесе Мартина Макдона «Человек-подушка» исполняя роль дублёра. В следующем году она сыграла в пьеса Джона Гуаре «Пейзаж тела». Кинодебют состоялся в этом же году в короткометражном фильме «Гражданская война». В 2007 году актриса вновь сыграла в театре, на этот раз появившись в пьеса Уильяма Индже «Темнота наверху лестницы». В 2009 году исполнила небольшую роль в драматическом фильме «Самый лучший» и спортивной комедии «Сезон побед», а также исполнила эпизодическую роль в телесериале «Закон и порядок». В 2010 году исполнила небольшую роль в романтической комедийной драме «Помни о Гонзо». В 2011 году исполнила главную роль в телесериале «Эдем», а также исполнила эпизодическую роль в телесериале «Хор», однако сцена с участием актрисы была вырезана при финальном монтаже эпизода. В этом же году исполнила небольшую роль в короткометражном фильме «Зеленые яблоки и их подражатели». В 2012 году появилась в эпизодической роли в телесериале «Сестра Джеки», а также во второстепенной роли в фильме «Камилла Дикинсон» и сыграла роль в пьесе «Пространство крупным планом Молли Смит Мецлер». В 2013 году исполнила главную роль в короткометражных фильмах «Выходные в отъезде», «Дыхательная гимнастика» и «Стиви Рейвер», а также второстепенную в фильме «Глубокий снег», а также исполнила эпизодические роли в телесериалах «Закон и порядок: Специальный корпус» и «Чёрный список». В 2014 году появилась в эпизодических ролях в телесериалах «Шоу Майкла Джей Фокса» и «Чёрный ящик», а также исполнила главную роль в короткометражном фильме «О женщинах, которые самоутверждаются с помощью секса», также актриса появилась в театре в постановке «Панк-рок». В 2015 году присоединилась к съемкам телесериала «Джессика Джонс» где исполняла роль в течение пяти эпизодов, а также сыграла в пьесе «Любовные письма диктатору». В 2016 году  исполнила малозаметную роль в фильме «Не думай дважды», а также второстепенную роль в короткометражном фильме «Больше не надо», также актриса засветилась в небольшой роли в постановке «Долгий день уходит в ночь». В 2017 году появилась в «Сесиль на телефоне», «Подчинение», «Смотритель» и «Я пришел сюда не для того, чтобы заниматься любовью», а также сыграла в пьесе «Шесть степеней отчуждения». В 2018 исполнила роли в фильмах «Патерно», «Я был в твоей крови», «Радиевые девушки», «Отлив», «Работа актера над собой», «Гадюшник»,  а также телесериалах «Мадам госсекретарь», «Диетлэнд» и «Удивительная миссис Мейзел». В 2019 году появилась в короткометражном фильме «Доминирующий вид», сериале «Слепое зона», «Кодекс», а также начала сниматься в телесериале «Бойтесь ходячих мертвецов» где она исполняла роль антагониста на протяжении двух сезонов. Также актриса присоединилась к актёрскому составу телесериала «Пацаны», хотя изначально актриса и была назначена на роль второго плана, однако уже во втором была повышена до основного актерского состава. В 2020 году сыграла в фильмах «Виктор в раю» и «Думаю, как всё закончить». В 2021 году исполнила главную роль в фильме «Домосед». В 2022 году повторила роль Эшли Баррет в мультсериале «Пацаны: Осатанелые», а также сыграла в короткометражке «Лемоны». В 2023 году появилась в спин-оффе телесериала «Поколение «Ви»».

## Фильмография
| Год          |     | Русское название                                     | Оригинальное название                        | Роль                        |
| ------------ | --- | ---------------------------------------------------- | -------------------------------------------- | --------------------------- |
| 2006         | кор | Гражданская война                                    | Civil War                                    | Анна                        |
| 2009         | ф   | Самый лучший                                         | The Greatest                                 | спящая                      |
| 2009         | ф   | Сезон побед                                          | The Winning Season                           | подросток                   |
| 2009         | с   | Закон и порядок                                      | Law & Order                                  | Сара                        |
| 2010         | ф   | Помни о Гонзо                                        | Beware the Gonzo                             | Мелани                      |
| 2011         | с   | Хор                                                  | Glee                                         | юная Сью Сильвестр          |
| 2011         | с   | Эдем                                                 | Eden                                         | Сью                         |
| 2011         | кор | Зеленые яблоки и их подражатели                      | Green Apples & Wannabes                      | студентка актерского класса |
| 2012         | с   | Сестра Джеки                                         | Nurse Jackie                                 | Блит                        |
| 2012         | ф   | Камилла Дикинсон                                     | Camilla Dickinson                            | Луиза Роуэн                 |
| 2013         | кор | Выходные в отъезде                                   | Weekend Away                                 | Алиса                       |
| 2013         | ф   | Глубокий снег                                        | Deep Powder                                  | Снэк                        |
| 2013         | с   | Закон и порядок: Специальный корпус                  | Law & Order: Special Victims Unit            | Линдси Беннетт              |
| 2013         | с   | Чёрный список                                        | The Blacklist                                | девушка в поезде            |
| 2013         | кор | Дыхательная гимнастика                               | Breathwork                                   | Она                         |
| 2013         | кор | Стиви Рейвер                                         | Stevie Raver                                 | Стиви Рейвер                |
| 2014         | с   | Шоу Майкла Джей Фокса                                | The Michael J. Fox Show                      | Марго                       |
| 2014         | кор | О женщинах, которые самоутверждаются с помощью секса | On Women Who Validate Themselves Through Sex | Тесс                        |
| 2014         | с   | Чёрный ящик                                          | Black Box                                    | Мэдди Темко                 |
| 2015         | с   | Джессика Джонс                                       | Jessica Jones                                | Робин                       |
| 2016         | ф   | Не думай дважды                                      | Don't Think Twice                            | Аудитория Нил               |
| 2016         | кор | Больше не надо                                       | No More                                      | Мэй                         |
| 2017         | кор | Сесиль на телефоне                                   | Cecile on the Phone                          | Агнес                       |
| 2017         | ф   | Подчинение                                           | Submission                                   | Руби Свенсон                |
| 2017         | ф   | Смотритель                                           | The Super                                    | Кит                         |
| 2017         | ф   | Я пришел сюда не для того, чтобы заниматься любовью  | I Didn't Come Here to Make Love              | девушка у фонтана           |
| 2018         | тф  | Патерно                                              | Paterno                                      | юная Сью Патерно            |
| 2018         | кор | Я был в твоей крови                                  | I Was in Your Blood                          | Мелани                      |
| 2018         | ф   | Радиевые девушки                                     | Radium Girls                                 | Дорис                       |
| 2018         | с   | Мадам госсекретарь                                   | Madam Secretary                              | Белла Росси                 |
| 2018         | кор | Отлив                                                | Low Tide                                     | голос                       |
| 2018         | с   | Диетлэнд                                             | Dietland                                     | Жасмин                      |
| 2018         | ф   | Работа актера над собой                              | An Actor Prepares                            | Даниэль                     |
| 2018         | ф   | Гадюшник                                             | Viper Club                                   | Паулина                     |
| 2018         | с   | Удивительная миссис Мейзел                           | The Marvelous Mrs. Maisel                    | Джинджер                    |
| 2019         | кор | Доминирующий вид                                     | Dominant Species                             | Селия                       |
| 2019         | с   | Слепое зона                                          | Blindspot                                    | Джинни Келлинг              |
| 2019         | с   | Кодекс                                               | The Code                                     | Фиби Дэй                    |
| 2019—2021    | с   | Бойтесь ходячих мертвецов                            | Fear the Walking Dead                        | Вирджиния                   |
| 2019 — н. в. | с   | Пацаны                                               | The Boys                                     | Эшли Барретт                |
| 2020         | кор | Виктор в раю                                         | Victor in Paradise                           | Шейла                       |
| 2020         | ф   | Думаю, как всё закончить                             | I'm Thinking of Ending Things                | Ивонна                      |
| 2021         | ф   | Домосед                                              | Homebody                                     | Мелани                      |
| 2022         | мс  | Пацаны: Осатанелые                                   | The Boys Presents: Diabolical                | Эшли Барретт                |
| 2022         | кор | Лемоны                                               | Lemons                                       | Мэйзи Лемонс                |
| 2023         | с   | Поколение «Ви»                                       | Gen V                                        | Эшли Барретт                |
| 2025         | кор | Неразлучник                                          | Lovebug                                      | Кэнди                       |
| 2025         | ф   | Подчинение                                           | The Surrender                                | Меган                       |
|              | кор | Я тебе действительно нравлюсь!                       | You Really Like Me!                          | Дама Анна Томсон            |

### Театр
| Год  | Название                                      | Роль      | Примечания |
| ---- | --------------------------------------------- | --------- | ---------- |
| 2005 | Человек-подушка                               | каскадёр  | [ 7 ]      |
| 2006 | Пейзаж тела                                   | Марджи    | [ 8 ]      |
| 2007 | Темнота наверху лестницы                      | Рини Флад | [ 10 ]     |
| 2012 | Пространство крупным планом Молли Смит Мецлер | Харпер    | [ 20 ]     |
| 2014 | Панк-рок                                      | Лилли     | [ 29 ]     |
| 2015 | Любовные письма диктатору                     | Стелла    | [ 65 ]     |
| 2016 | Долгий день уходит в ночь                     | Кэтлин    | [ 66 ]     |
| 2017 | Шесть степеней отчуждения                     | Тесс      | [ 39 ]     |

## Награды и номинации
| Год  | Премия                           | Категория                                  | Номинация за              | Результат | Примечания |
| ---- | -------------------------------- | ------------------------------------------ | ------------------------- | --------- | ---------- |
| 2020 | Кинопремия IGN                   | Лучший актёрский состав на телевидение     | Пацаны                    | Номинация | [ 67 ]     |
| 2021 | Нью-йоркский фестиваль ЛГБТ-кино | Лучшее выступление                         | Домосед                   | Победа    | [ 68 ]     |
| 2021 | Премия «Сатурн»                  | Лучшая актриса второго плана в телесериале | Бойтесь ходячих мертвецов | Номинация | [ 69 ]     |
| 2024 | CinEuphoria Awards               | Заслуги - Почетная награда                 | Бойтесь ходячих мертвецов | Победа    | [ 70 ]     |